# Basil Henricus
Basil Cholmondel Henricus (ur. 30 października 1922 w Kolombo, zm. 4 sierpnia 2002 w Melbourne) – cejloński pięściarz, lekkoatleta, rugbysta. Reprezentant kraju w boksie podczas igrzysk olimpijskich w 1952 w Helsinkach.
Na igrzyskach w Helsinkach wystąpił w turnieju wagi lekkiej. W pierwszej rundzie przegrał przed czasem z Bobbym Bickle’em reprezentującymi Stany Zjednoczone.